# Матчи мужской сборной России по волейболу 2008
В сезоне 2008 года сборная России под руководством Владимира Алекно выиграла бронзовые медали Мировой лиги и Олимпийских игр в Пекине.

## Хроника сезона
Собравшись в подмосковном Одинцове за месяц до старта международного сезона, российская команда вскоре отправилась в Финляндию, где с 16 по 31 мая провела сбор по физической подготовке на тренировочной базе Кисакаллио близ города Лохья, после чего вернулась в Волейбольный центр Московской области, а 11 июня вылетела в Республику Корея на матчи Мировой лиги. Как и в прошлом сезоне, тренировал сборную Владимир Алекно, а его новым ассистентом стал 51-летний итальянский специалист Камилло Плачи.
Поединки против корейцев сложились для сборной России непросто ввиду отсутствия ряда ключевых игроков, максимальной ротации состава и большого количества собственных ошибок россиян, не успевших отойти от полученной на сборе нагрузки. Тем не менее оба матча в Сувоне завершились победами подопечных Алекно, а первая игра была также примечательна уверенными дебютами Максима Михайлова и Дмитрия Красикова, ещё в прошлом сезоне выступавших за молодёжную сборную. На матчболе в пятой партии, по ходу которой россияне уступали со счётом 10:13, Красиков заработал победное очко непосредственно с подачи. Следующие матчи выездной серии сборная России провела без дебютантов, а также без Андрея Егорчева и Александра Янутова, которых заменили Сергей Тетюхин, Семён Полтавский, Алексей Вербов и Александр Волков. Сборная Кубы, перед новым сезоном кардинально обновившая и омолодившая состав, включив в заявку даже 14-летнего доигровщика Вильфредо Леона, особых проблем россиянам не доставила. Следующий соперник команды Алекно — сборная Италии, напротив, делала ставку на ветеранов и смогла выиграть у России один из двух матчей.
После семнадцатидневного турне по маршруту Москва — Сувон — Москва — Гавана — Флоренция — Рим сборная России вернулась домой и вторую половину группового этапа Мировой лиги провела на своих площадках. После четырёх побед в Казани (над кубинцами и итальянцами) российская команда стала недосягаема для соперников и матчи последнего игрового уик-энда в Ханты-Мансийске провела не только без нескольких опытных игроков, на которых легла основная нагрузка в предыдущих матчах, но и без главного тренера Владимира Алекно. В этих условиях поражение в заключительной игре от корейцев, ранее проигравших все свои 11 матчей в рамках Мировой лиги, стало сенсацией только формально. Взяв первые два сета, россияне при счете 17:17 в третьей партии допустили несколько ошибок на подачах Мун Сон Мина и упустили инициативу, позволив поймавшим кураж азиатам выиграть не только этот сет, но и два следующих. В обеих встречах с корейцами самым результативным в составе российской команды становился 20-летний Максим Михайлов, и в итоге Алекно предпочёл его более опытному Павлу Круглову, включив в заявку на «Финал шести».
Начинать финальный раунд в Рио-де-Жанейро российской команде предстояло матчем с его хозяевами и фаворитами — сборной Бразилии. Игра завершилась разгромным поражением в трёх сетах, главной причиной которого стало слишком большое количество собственных ошибок — 27, в том числе 19 на подаче при лишь одном эйсе. Второй соперник россиян по группе «Финала шести», сборная Японии, попал в Рио благодаря wild card от Международной федерации волейбола. Японцы выступали полурезервным составом из 9 человек, без главного тренера и, естественно, серьёзной боевой единицы не представляли, вчистую проиграв и россиянам, и бразильцам.
В полуфинале сборная России проиграла команде Сербии, а бразильцы — сборной США. Матч за 3-е место был важен для обеих команд: южноамериканцы не желали завершать домашний турнир двумя поражениями, а россияне имели очередной шанс прервать серию неудач в матчах с «Селесао», которую им не удавалось обыгрывать с 18 августа 2002 года, когда дружина Бернардиньо была повержена в финале Мировой лиги, также проходившем на её площадке, в Белу-Оризонти. В итоге важная с психологической точки зрения победа осталась за сборной России, переигравшей соперника прежде всего в атаке, где гораздо увереннее, чем в полуфинальном матче с сербами, выглядел Максим Михайлов и очень помог вошедший в игру с замены Юрий Бережко. Бразильцы после двух проигранных партий смогли взять третий сет благодаря рывку на подачах Жибы (со счёта 13:17 до 22:18), но перелома во всём матче не наступило. В четвёртой партии команда Алекно полностью контролировала ситуацию — 11:4, 16:9, 20:11 и заранее сняла вопрос о победителе.
28 июля Владимир Алекно назвал состав сборной на Олимпийские игры. По сравнению с финальным раундом Мировой лиги тренер не внёс никаких изменений и в Пекин отправились все 12 бронзовых призёров турнира в Рио-де-Жанейро.
В стартовом поединке олимпийского турнира против сербов вновь уверенно выглядел самый молодой игрок российской команды Максим Михайлов, ещё в середине первой партии заменивший Семёна Полтавского. Ключевым эпизодом игры стала равная концовка третьего сета, в которой веское слово своими подачами сказал Сергей Тетюхин, а в четвёртом сете в расстановке на подаче связующего Сергея Гранкина россияне набрали 9 очков подряд, и при счёте 15:6 сербам оставалось смириться с поражением. Очень непростой получилась игра со сборной Германии, которая вела — 1:0 и 2:1 по сетам, а на тай-брейке первой заработала матчбол. В критических моментах этой встречи во всей красе проявил себя Полтавский: в четвёртой партии при счёте 23:23 он добыл два очка подряд подачей навылет и блоком, а в пятой отыграл немецкий матчбол хладнокровным обманным ударом, после чего вновь усложнил жизнь немцам своей подачей. Победное очко во встрече блоком принёс Александр Волков.
Третьим соперником россиян в Пекине стала сборная Бразилии, в стартовом составе которой по сравнению с «бронзовым» финалом Мировой лиги вместо испытывавшего проблемы с плечом Жибы вышел Мурило. Первая партия этого матча, как и двух предыдущих, вновь осталась за соперником. Россиянам не удалось сразу сдержать диагонального Андре, набравшего за первый сет 7 очков, и организовать собственные атакующие действия — под занавес партии бразильский блок отразил три подряд удара Тетюхина. Со второго сета завязалась равная игра. По мнению Жибы, большую часть матча наблюдавшего за игрой со скамейки, россияне неожиданно цепко заиграли в защите и много атаковали первым темпом, что стало возможным благодаря хорошему приёму — Сергей Тетюхин и Александр Косарев, не допустив на приёме подачи ни одной ошибки, 80 % мячей качественно довели до связующего. В концовке второй партии Косарев отличился и в атаке, дважды — после мощных ударов в обход тройного блока и от рук блокирующих в аут — обеспечивая России сетболы, а последнее очко в партии блоком заработал Алексей Кулешов. На всём протяжении третьего сета бразильцы лидировали с перевесом в 4—5 очков, но после счёта 22:19 в их пользу проиграли четыре розыгрыша, позволили россиянам заработать первый сетбол, упустили четыре собственных сетбола и проиграли ключевую партию — 29:31. В сборной России эффективными выходами на замену отметились Вадим Хамутцких и Юрий Бережко, за две неполных партии набравший 11 очков. Четвёртый сет прошёл под диктовку российской команды. При счёте 19:16 в её пользу Бернардиньо пошёл на крайнюю меру, выпустив на площадку травмированного Жибу, но появление капитана никак не повлияло на ход матча.
В матче со сборной Египта Владимир Алекно оставил в запасе почти всех игроков основного состава сборной России и практически не имел повода активно вмешиваться в игру, поскольку она прошла при явном превосходстве над соперником. Единственным неприятным её итогом стала травма голеностопа у Алексея Остапенко, которая, как выяснится позднее, окажется очень серьёзной и не позволит ему сыграть не только в оставшихся матчах олимпийского турнира, но и заставит полностью пропустить новый сезон в своём клубе. В завершающем матче группового этапа сборная России проиграла полякам со счётом 2:3. Сразу у трёх у команд — Бразилии, России и Польши — оказалось по четыре победы и одному поражению, и в турнирной таблице российская команда заняла вторую строчку из-за худшего (на 0,035) соотношения очков, чем у бразильцев. В соперники россиянам по четвертьфиналу жребий определил сборную Болгарии, занявшую 3-е место в другой группе.
Четвертьфинальный матч вновь начинался для России с проигрыша в стартовом сете. Во второй партии россияне оформили ощутимое преимущество ко второму техническому перерыву (16:12) после того, как Сергей Тетюхин в доигровке вколотил мяч по центру площадки, а в следующем розыгрыше забил переходящий мяч. Когда Александр Волков отловил блоком пайп сборной Болгарии, а её капитан Пламен Константинов коснулся антенны, счёт вырос до 20:15. Тренер болгар Мартин Стоев долго спорил с арбитрами и был наказан жёлтой карточкой, добавившей в копилку россиян ещё одно очко, после чего исход партии окончательно прояснился. Склонить чашу весов в свою сторону сборной России помогла и самоотверженная игра в защите — запоминающимися «сэйвами» только в этой партии отметились Юрий Бережко и Алексей Кулешов. В концовке третьей партии соперники подошли с равными шансами (17:17) и в решающие моменты сработал российский блок, дважды в одном розыгрыше остановивший атаки лидера болгар Матея Казийски, а эйс в исполнении Кулешова снял все вопросы — 23:18. В четвёртой партии решающего преимущества удалось добиться после удачного выхода на замену Семёна Полтавского, а победный мяч, закрыв на краю сетки атаку Константинова, заработал лучший игрок матча — Тетюхин.
В полуфинальном поединке со сборной США российской команде пришлось отыгрываться со счёта 0:2 по партиям. В первом сете американцы вышли вперёд — 17:15 после трёх подряд эйсов в исполнении Клейтона Стэнли и инициативу не упустили. Вторую партию Стэнли начал ещё с двух подач навылет, но россияне быстро пережили этот неприятный момент и на протяжении большей части сета лидировали. Однако при счёте 20:17 несколько ошибок в атаке свели преимущество на нет, а при счёте 22:21 уже в пользу американцев ошибка судьи, не заметившего касание блока, и неудачная замена Сергея Тетюхина на Юрия Бережко, проигравшего два мяча, завершили сет в пользу сборной США. В концовке третьей партии россияне подошли с солидным перевесом в счёте — 21:15, затем довели дело до сетбола — 24:21, но американцы сравняли счёт, трижды закрыв блоком атаки сборной России. Всё же дожав соперника усилиями Максима Михайлова и Александра Волкова, российская команда выглядела лучше его и в четвёртом сете, заслужив тай-брейк. Начало решающей партии осталось за американцами — 5:2, россияне не только отыграли это отставание, но и вышли вперёд — 11:10, 12:11. В критической для американцев ситуации Дэвид Ли двумя могучими ударами в 4-й метр и блоком на Волкове вернул лидерство своей команде. Одно очко отыграл Михайлов, но на американском матчболе его атаку остановил тройной блок. Из-за этого эпизода российский диагональный, набравший за игру 31 очко, назовёт себя главным виновником поражения…
Владимир Алекно тоже тяжело переживал поражение в олимпийском полуфинале:
Вспоминаю ту замену во второй партии: Тетюхина на Бережко… Но если б можно было вернуться назад, я бы и сегодня её сделал. Она была необходима в тот момент. Но не сработала. Значит, я совершил ошибку, которая, возможно, и стала роковой.
В матче за 3-е место сборная России одержала победу в трёх сетах над итальянцами. Бронза Пекина-2008 стала третьей олимпийской медалью у Сергея Тетюхина, Алексея Кулешова и Вадима Хамутцких, второй — у Александра Косарева и Алексея Вербова, признанного на турнире лучшим по игре в защите. Все волейболисты, кроме совсем немного игравшего на Олимпиаде Александра Корнеева и получившего в Пекине тяжёлую травму Алексея Остапенко, продолжат выступления за сборную в новом олимпийском цикле — уже под руководством итальянца Даниэле Баньоли, а с 2011 года — вновь под началом Владимира Алекно. Пять бронзовых призёров пекинской Олимпиады — Сергей Тетюхин, Юрий Бережко, Александр Волков, Сергей Гранкин и Максим Михайлов — вместе с новыми партнёрами достигнут главной цели спустя четыре года, на Олимпийских играх в Лондоне.

## Статистика матчей
В 2008 году сборная России провела 24 матча, из которых 18 выиграла.
| № 1 (407) | 14 июня. Сувон. Республика Корея — Россия — 2:3 (29:31, 25:16, 25:18, 23:25, 14:16). Мировая лига. Интерконтинентальный раунд          |
| Республика Корея: Чхве Тхэ Вун — 1 (1, 0, 0), Мун Сон Мин — 16 (15, 1, 0), Чхан Кван Кён — 7 (5, 0, 2), Син Ён Су — 16 (12, 2, 2), Ли Сон Гю — 9 (6, 3, 0), Ха Кён Мин — 10 (6, 4, 0), Ё О Хён (л), Ко Хи Джин, Ким Ё Хан — 9 (8, 0, 1), Пак Сан Ха — 1 (1, 0, 0), Квон Ён Мин — 2 (1, 1, 0), Пак Джун Бом — 2 (1, 0, 1). Россия: Сергей Гранкин — 1 (1, 0, 0), Павел Круглов — 13 (13, 0, 0), Александр Корнеев — 6 (5, 0, 1), Юрий Бережко — 16 (10, 2, 4), Алексей Остапенко — 8 (6, 2, 0), Алексей Кулешов — 14 (11, 3, 0), Александр Янутов (л), Вадим Хамутцких, Максим Михайлов — 12 (11, 0, 1), Александр Косарев — 2 (2, 0, 0), Дмитрий Красиков — 11 (9, 0, 2), Андрей Егорчев — 2 (0, 2, 0). Очки — 116:106 (атака — 56:68, блок — 11:9, подача — 6:8, ошибки соперника — 43:21). Время матча — 1:53. Suwon Indoor Gym. 4250 зрителей. Отчёт. | |
| № 2 (408) | 15 июня. Сувон. Республика Корея — Россия — 1:3 (25:22, 19:25, 22:25, 21:25). Мировая лига. Интерконтинентальный раунд                 |
| Республика Корея: Квон Ён Мин — 1 (1, 0, 0), Мун Сон Мин — 23 (19, 2, 2), Чхан Кван Кён — 9 (7, 2, 0), Син Ён Су — 18 (16, 2, 0), Ли Сон Гю — 3 (3, 0, 0), Ха Кён Мин — 3 (2, 0, 1), Ё О Хён (л), Ким Ё Хан — 3 (2, 1, 0), Чхве Тхэ Вун, Ко Хи Джин. Россия: Сергей Гранкин — 2 (0, 2, 0), Павел Круглов — 6 (6, 0, 0), Александр Корнеев — 6 (6, 0, 0), Юрий Бережко — 11 (11, 0, 0), Алексей Остапенко — 13 (10, 1, 2), Алексей Кулешов — 11 (9, 2, 0), Александр Янутов (л), Вадим Хамутцких — 1 (1, 0, 0), Максим Михайлов — 7 (3, 2, 2), Александр Косарев — 11 (9, 1, 1). Очки — 87:97 (атака — 50:55, блок — 7:8, подача — 3:5, ошибки соперника — 27:29). Время матча — 1:36. Suwon Indoor Gym. 4850 зрителей. Отчёт. | |
| № 3 (409) | 20 июня. Гавана. Куба — Россия — 1:3 (25:21, 21:25, 20:25, 21:25). Мировая лига. Интерконтинентальный раунд                            |
| Куба: Ореоль Камехо — 1 (0, 1, 0), Ядьер Санчес — 5 (5, 0, 0), Йоандри Леаль — 9 (9, 0, 0), Роландо Юркин — 11 (10, 1, 0), Роберланди Симон — 9 (7, 0, 2), Одельвис Доминико — 9 (6, 2, 1), Кейбель Гутьеррес (л), Энри Бель — 7 (7, 0, 0), Райдель Корралес — 7 (7, 0, 0), Дарьен Феррер. Россия: Сергей Гранкин — 1 (0, 1, 0), Семён Полтавский — 18 (17, 1, 0), Сергей Тетюхин — 13 (8, 1, 4), Юрий Бережко — 11 (11, 0, 0), Александр Волков — 8 (4, 4, 0), Алексей Кулешов — 3 (3, 0, 0), Алексей Вербов (л), Вадим Хамутцких, Павел Круглов — 1 (1, 0, 0), Алексей Остапенко — 6 (5, 0, 1), Александр Косарев — 3 (3, 0, 0). Очки — 87:96 (атака — 51:52, блок — 4:7, подача — 3:5, ошибки соперника — 29:32). Время матча — 1:41. Ciudad Deportivo. 13 900 зрителей. Отчёт.                                                                       | |
| № 4 (410) | 21 июня. Гавана. Куба — Россия — 0:3 (17:25, 21:25, 22:25). Мировая лига. Интерконтинентальный раунд                                   |
| Куба: Ореоль Камехо — 1 (0, 1, 0), Ядьер Санчес — 17 (15, 2, 0), Йоандри Леаль — 3 (2, 1, 0), Роландо Юркин — 2 (2, 0, 0), Роберланди Симон — 13 (9, 2, 2), Одельвис Доминико, Кейбель Гутьеррес (л), Дарьен Феррер — 2 (1, 0, 1), Энри Бель — 3 (3, 0, 0), Вильфредо Леон — 6 (5, 1, 0). Россия: Вадим Хамутцких — 1 (1, 0, 0), Семён Полтавский — 8 (8, 0, 0), Александр Корнеев — 11 (9, 1, 1), Александр Косарев — 15 (10, 1, 4), Александр Волков — 9 (8, 1, 0), Алексей Кулешов — 6 (3, 2, 1), Алексей Вербов (л), Сергей Гранкин, Павел Круглов — 4 (4, 0, 0). Очки — 60:75 (атака — 37:43, блок — 7:5, подача — 3:6, ошибки соперника — 13:21). Время матча — 1:10. Ciudad Deportivo. 12 000 зрителей. Отчёт. | |
| № 5 (411) | 26 июня. Флоренция. Италия — Россия — 3:1 (27:25, 25:23, 24:26, 25:21). Мировая лига. Интерконтинентальный раунд                       |
| Италия: Валерио Вермильо, Алессандро Феи — 21 (18, 1, 2), Альберто Чизолла — 16 (12, 2, 2), Маттео Мартино — 10 (9, 1, 0), Луиджи Мастранджело — 10 (6, 4, 0), Эмануэле Бирарелли — 8 (6, 1, 1), Мирко Корсано (л), Лоренцо Пераццоло, Андреа Сала, Алессандро Папарони. Россия: Сергей Гранкин, Семён Полтавский — 11 (10, 0, 1), Александр Косарев — 12 (8, 4, 0), Сергей Тетюхин — 8 (7, 1, 0), Александр Волков — 7 (5, 1, 1), Алексей Кулешов — 1 (1, 0, 0), Алексей Вербов (л), Вадим Хамутцких — 3 (1, 0, 2), Павел Круглов — 7 (7, 0, 0), Алексей Остапенко — 6 (5, 0, 1), Юрий Бережко — 6 (6, 0, 0). Очки — 101:95 (атака — 51:50, блок — 9:6, подача — 5:5, ошибки соперника — 36:34). Время матча — 1:50. Nelson Mandela Forum. 5200 зрителей. Отчёт.                                                                                        | |
| № 6 (412) | 28 июня. Рим. Италия — Россия — 1:3 (24:26, 25:19, 22:25, 20:25). Мировая лига. Интерконтинентальный раунд                             |
| Италия: Валерио Вермильо — 1 (0, 0, 1), Алессандро Феи — 16 (14, 2, 0), Альберто Чизолла — 15 (13, 2, 0), Маттео Мартино — 10 (7, 3, 0), Луиджи Мастранджело — 9 (5, 3, 1), Эмануэле Бирарелли — 6 (5, 1, 0), Мирко Корсано (л), Андреа Сала — 1 (1, 0, 0), Алессандро Папарони — 2 (2, 0, 0), Лоренцо Пераццоло, Драган Травица. Россия: Вадим Хамутцких — 2 (1, 1, 0), Павел Круглов — 8 (6, 2, 0), Александр Косарев — 6 (5, 0, 1), Сергей Тетюхин — 15 (13, 2, 0), Алексей Остапенко — 8 (7, 1, 0), Алексей Кулешов — 5 (2, 3, 0), Алексей Вербов (л), Сергей Гранкин, Семён Полтавский — 16 (16, 0, 0), Александр Корнеев — 2 (2, 0, 0), Юрий Бережко — 6 (6, 0, 0). Очки — 91:95 (атака — 47:58, блок — 11:9, подача — 2:1, ошибки соперника — 31:27). Время матча — 1:46. Palalottomatica. 7900 зрителей. Отчёт.                                  | |
| № 7 (413) | 4 июля. Казань. Россия — Куба — 3:1 (25:21, 25:22, 22:25, 25:22). Мировая лига. Интерконтинентальный раунд                             |
| Россия: Сергей Гранкин — 2 (1, 0, 1), Максим Михайлов — 19 (16, 1, 2), Сергей Тетюхин — 10 (9, 1, 0), Юрий Бережко — 11 (10, 1, 0), Александр Волков — 8 (2, 5, 1), Алексей Кулешов — 4 (3, 0, 1), Алексей Вербов (л), Алексей Остапенко — 6 (2, 3, 1), Вадим Хамутцких, Семён Полтавский — 7 (5, 1, 1), Александр Косарев — 2 (0, 1, 1), Александр Корнеев — 1 (1, 0, 0). Куба: Ореоль Камехо — 5 (3, 2, 0), Ядьер Санчес — 7 (7, 0, 0), Энри Бель — 8 (5, 1, 2), Роландо Юркин — 19 (17, 1, 1), Роберланди Симон — 5 (2, 2, 1), Одельвис Доминико — 12 (7, 5, 0), Кейбель Гутьеррес (л), Йоандри Леаль, Османи Камехо, Вильфредо Леон — 7 (7, 0, 0), Густаво Лейва. Очки — 97:90 (атака — 49:48, блок — 13:11, подача — 8:4, ошибки соперника — 27:27). Время матча — 1:36. «Баскет-холл». 3530 зрителей. Отчёт.                                       | |
| № 8 (414) | 5 июля. Казань. Россия — Куба — 3:1 (25:17, 18:25, 25:20, 25:20). Мировая лига. Интерконтинентальный раунд                             |
| Россия: Вадим Хамутцких, Максим Михайлов — 4 (4, 0, 0), Александр Корнеев — 14 (10, 2, 2), Юрий Бережко — 13 (12, 1, 0), Алексей Остапенко — 7 (5, 1, 1), Алексей Кулешов — 9 (8, 1, 0), Алексей Вербов (л), Сергей Гранкин — 1 (0, 1, 0), Семён Полтавский — 9 (9, 0, 0), Александр Волков — 2 (1, 1, 0). Куба: Ореоль Камехо — 5 (1, 1, 3), Ядьер Санчес — 4 (4, 0, 0), Энри Бель — 15 (15, 0, 0), Роландо Юркин — 11 (9, 0, 2), Роберланди Симон — 11 (9, 2, 0), Одельвис Доминико — 8 (6, 2, 0), Кейбель Гутьеррес (л), Йоандри Леаль, Густаво Лейва, Вильфредо Леон — 8 (8, 0, 0). Очки — 93:82 (атака — 49:52, блок — 7:5, подача — 3:5, ошибки соперника — 34:20). Время матча — 1:28. «Баскет-холл». 3220 зрителей. Отчёт. | |
| № 9 (415) | 11 июля. Казань. Россия — Италия — 3:1 (25:27, 25:21, 25:22, 25:20). Мировая лига. Интерконтинентальный раунд                          |
| Россия: Сергей Гранкин — 2 (0, 0, 2), Семён Полтавский — 20 (19, 0, 1), Александр Косарев — 14 (10, 3, 1), Сергей Тетюхин — 4 (1, 3, 0), Александр Волков — 10 (6, 3, 1), Алексей Кулешов — 9 (7, 2, 0), Алексей Вербов (л), Вадим Хамутцких, Максим Михайлов, Юрий Бережко — 10 (9, 1, 0), Алексей Остапенко. Италия: Валерио Вермильо — 2 (1, 0, 1), Алессандро Феи — 6 (3, 2, 1), Маттео Мартино — 10 (8, 1, 1), Христо Златанов — 12 (12, 0, 0), Луиджи Мастранджело — 11 (6, 4, 1), Андреа Сала — 3 (2, 1, 0), Мирко Корсано (л), Альберто Чизолла — 3 (2, 1, 0), Мауро Гавотто — 8 (7, 1, 0), Вигор Боволента — 4 (4, 0, 0), Драган Травица — 1 (1, 0, 0). Очки — 100:90 (атака — 52:46, блок — 12:10, подача — 5:4, ошибки соперника — 31:30). Время матча — 1:49. «Баскет-холл». 5020 зрителей. Отчёт.                                           | |
| № 10 (416) | 12 июля. Казань. Россия — Италия — 3:2 (25:20, 24:26, 27:29, 25:22, 15:12). Мировая лига. Интерконтинентальный раунд                   |
| Россия: Сергей Гранкин, Семён Полтавский — 11 (9, 1, 1), Александр Косарев — 15 (12, 2, 1), Сергей Тетюхин — 9 (9, 0, 0), Алексей Остапенко — 12 (9, 2, 1), Александр Волков — 19 (12, 6, 1), Алексей Вербов (л), Вадим Хамутцких, Максим Михайлов — 17 (13, 2, 2), Юрий Бережко — 3 (2, 0, 1), Алексей Кулешов — 1 (0, 1, 0). Италия: Драган Травица — 4 (3, 1, 0), Алессандро Феи — 20 (17, 1, 2), Альберто Чизолла — 16 (15, 0, 1), Маттео Мартино — 9 (8, 0, 1), Христо Златанов — 12 (12, 0, 0), Луиджи Мастранджело — 6 (1, 4, 1), Вигор Боволента — 11 (7, 4, 0), Мирко Корсано (л), Алессандро Папарони — 8 (6, 2, 0), Христо Златанов — 1 (0, 1, 0), Андреа Сала. Очки — 116:109 (атака — 66:57, блок — 14:13, подача — 7:5, ошибки соперника — 29:34). Время матча — 1:59. «Баскет-холл». 4815 зрителей. Отчёт.                                | |
| № 11 (417) | 18 июля. Ханты-Мансийск. Россия — Республика Корея — 3:1 (22:25, 25:23, 25:23, 26:24). Мировая лига. Интерконтинентальный раунд        |
| Россия: Вадим Хамутцких — 2 (1, 1, 0), Павел Круглов — 1 (1, 0, 0), Александр Корнеев — 11 (8, 3, 0), Юрий Бережко — 9 (9, 0, 0), Алексей Остапенко — 15 (10, 2, 3), Андрей Егорчев — 6 (5, 1, 0), Александр Янутов (л), Сергей Гранкин — 1 (0, 1, 0), Максим Михайлов — 18 (17, 0, 1), Дмитрий Красиков — 8 (6, 1, 1), Семён Полтавский — 2 (2, 0, 0), Александр Волков — 3 (1, 2, 0). Республика Корея: Квон Ён Мин — 1 (0, 1, 0), Мун Сон Мин — 28 (25, 1, 2), Ким Ё Хан — 2 (2, 0, 0), Син Ён Су — 10 (10, 0, 0), Ко Хи Джин — 4 (0, 4, 0), Син Юн Сок — 3 (3, 0, 0), Ё О Хён (л), Чхан Кван Кён — 8 (4, 1, 3), Чхве Тхэ Вун — 1 (1, 0, 0), Ха Кён Мин — 2 (1, 1, 0). Очки — 98:95 (атака — 60:46, блок — 11:8, подача — 5:5, ошибки соперника — 22:36). Время матча — 1:40. Теннисный центр. 3641 зритель. Отчёт.                                   | |
| № 12 (418) | 19 июля. Ханты-Мансийск. Россия — Республика Корея — 2:3 (25:20, 25:17, 19:25, 23:25, 13:15). Мировая лига. Интерконтинентальный раунд |
| Россия: Вадим Хамутцких — 4 (2, 2, 0), Максим Михайлов — 26 (19, 1, 6), Александр Корнеев — 15 (14, 1, 0), Юрий Бережко — 17 (12, 3, 2), Алексей Остапенко — 10 (4, 4, 2), Андрей Егорчев — 9 (4, 5, 0), Александр Янутов (л), Семён Полтавский — 1 (1, 0, 0), Сергей Гранкин, Александр Волков — 2 (2, 0, 0), Дмитрий Красиков — 1 (0, 1, 0). Республика Корея: Чхве Тхэ Вун — 2 (1, 1, 0), Мун Сон Мин — 26 (24, 0, 2), Ким Ё Хан — 11 (10, 1, 0), Син Ён Су — 2 (2, 0, 0), Ко Хи Джин — 10 (5, 4, 1), Син Юн Сок — 8 (5, 3, 0), Ё О Хён (л), Чхан Кван Кён — 6 (6, 0, 0), Пак Джун Бом — 2 (2, 0, 0), Квон Ён Мин. Очки — 105:102 (атака — 58:55, блок — 17:9, подача — 10:3, ошибки соперника — 20:35). Время матча — 1:58. Теннисный центр. 4028 зрителей. Отчёт.                                                                                   | |
| № 13 (419) | 23 июля. Рио-де-Жанейро. Россия — Бразилия — 0:3 (23:25, 18:25, 15:25). Мировая лига. Финальный раунд                                  |
| Россия: Сергей Гранкин, Семён Полтавский — 16 (14, 2, 0), Александр Косарев — 4 (3, 1, 0), Сергей Тетюхин — 5 (5, 0, 0), Алексей Остапенко — 6 (6, 0, 0), Александр Волков — 8 (6, 1, 1), Алексей Вербов (л), Вадим Хамутцких, Максим Михайлов — 3 (3, 0, 0), Юрий Бережко — 2 (2, 0, 0). Бразилия: Марселиньо — 1 (0, 0, 1), Андре — 15 (12, 2, 1), Жиба — 7 (5, 0, 2), Данте — 16 (12, 2, 2), Андре Эллер — 5 (4, 1, 0), Густаво — 3 (3, 0, 0), Сержио (л), Бруно, Андерсон, Самуэль — 1 (1, 0, 0), Мурило. Очки — 56:75 (атака — 39:37, блок — 4:5, подача — 1:6, ошибки соперника — 12:27). Время матча — 1:12. Ginasio do Maracananzinho. 10 500 зрителей. Отчёт. | |
| № 14 (420) | 24 июля. Рио-де-Жанейро. Япония — Россия — 0:3 (14:25, 24:26, 18:25). Мировая лига. Финальный раунд                                    |
| Япония: Масаюки Ивата, Кунихиро Симидзу — 12 (12, 0, 0), Тацуя Фукудзава — 10 (6, 1, 3), Такэси Китадзима — 7 (6, 1, 0), Хисаси Аидзава — 4 (4, 0, 0), Такааки Томимацу, Дайсукэ Сакаи (л), Куохэи Сибата, Ко Танимура. Россия: Сергей Гранкин, Максим Михайлов — 15 (13, 1, 1), Александр Корнеев — 13 (11, 2, 0), Юрий Бережко — 17 (11, 3, 3), Алексей Остапенко — 7 (7, 0, 0), Алексей Кулешов — 5 (4, 1, 0), Алексей Вербов (л), Вадим Хамутцких — 1 (0, 1, 0), Александр Волков. Очки — 56:76 (атака — 28:46, блок — 2:8, подача — 3:4, ошибки соперника — 23:18). Время матча — 1:07. Ginasio do Maracananzinho. 2610 зрителей. Отчёт. | |
| № 15 (421) | 26 июля. Рио-де-Жанейро. Сербия — Россия — 3:0 (25:19, 25:19, 25:23). Мировая лига. Финальный раунд. 1/2 финала                        |
| Сербия: Никола Грбич — 3 (3, 0, 0), Иван Милькович — 22 (19, 2, 1), Боян Янич — 12 (12, 0, 0), Милош Никич — 3 (3, 0, 0), Новица Белица — 5 (3, 0, 2), Марко Подрашчанин — 10 (5, 5, 0), Марко Самарджич (л), Деян Бойович — 1 (0, 1, 0), Никола Ковачевич, Андрия Герич. Россия: Сергей Гранкин — 3 (1, 2, 0), Максим Михайлов — 2 (2, 0, 0), Александр Косарев — 7 (6, 1, 0), Сергей Тетюхин — 7 (6, 0, 1), Александр Волков — 8 (6, 1, 1), Алексей Кулешов — 2 (2, 0, 0), Алексей Вербов (л), Алексей Остапенко — 1 (1, 0, 0), Вадим Хамутцких, Семён Полтавский — 13 (11, 2, 0), Юрий Бережко. Очки — 75:61 (атака — 45:35, блок — 8:6, подача — 3:2, ошибки соперника — 19:18). Время матча — 1:16. Ginasio do Maracananzinho. 1820 зрителей. Отчёт.                                                                                                | |
| № 16 (422) | 27 июля. Рио-де-Жанейро. Россия — Бразилия — 3:1 (25:23, 25:19, 23:25, 25:19). Мировая лига. Финальный раунд. Матч за 3-е место        |
| Россия: Сергей Гранкин — 2 (2, 0, 0), Максим Михайлов — 21 (19, 0, 2), Александр Косарев — 7 (7, 0, 0), Сергей Тетюхин — 7 (7, 0, 0), Александр Волков — 13 (7, 4, 2), Алексей Кулешов — 10 (7, 3, 0), Алексей Вербов (л), Семён Полтавский, Алексей Остапенко, Юрий Бережко — 12 (11, 0, 1). Бразилия: Марселиньо, Андре — 7 (7, 0, 0), Жиба — 17 (10, 1, 6), Данте — 18 (11, 4, 3), Андре Эллер — 7 (5, 2, 0), Густаво — 7 (5, 1, 1), Сержио (л), Бруно — 1 (1, 0, 0), Андерсон — 8 (7, 1, 0), Родриган — 1 (1, 0, 0). Очки — 98:86 (атака — 60:47, блок — 7:9, подача — 5:10, ошибки соперника — 26:20). Время матча — 1:44. Ginasio do Maracananzinho. 10 950 зрителей. Отчёт. | |
| № 17 (423) | 10 августа. Пекин. Сербия — Россия — 1:3 (25:20, 21:25, 22:25, 14:25). Игры XXIX Олимпиады. Групповой этап                             |
| Сербия: Никола Грбич — 3 (1, 2, 0), Иван Милькович — 15 (12, 1, 2), Боян Янич — 9 (9, 0, 0), Милош Никич — 11 (8, 1, 2), Андрия Герич — 7 (3, 3, 1), Марко Подрашчанин — 7 (6, 1, 0), Марко Самарджич (л), Деян Бойович, Саша Старович, Новица Белица, Никола Ковачевич — 3 (2, 1, 0), Владо Петкович. Россия: Сергей Гранкин — 4 (1, 2, 1), Семён Полтавский — 1 (1, 0, 0), Александр Косарев — 3 (1, 1, 1), Сергей Тетюхин — 14 (12, 0, 2), Александр Волков — 9 (6, 3, 0), Алексей Кулешов — 11 (5, 6, 0), Алексей Вербов (л), Максим Михайлов — 21 (16, 4, 1), Алексей Остапенко — 2 (1, 1, 0), Александр Корнеев, Юрий Бережко — 8 (8, 0, 0). Очки — 82:95 (атака — 41:51, блок — 9:17, подача — 5:5, ошибки соперника — 27:22). Время матча — 1:29. Дворец спорта Пекинского политехнического университета. 3100 зрителей. Отчёт.                  | |
| № 18 (424) | 12 августа. Пекин. Россия — Германия — 3:2 (25:27, 25:21, 21:25, 25:23, 16:14). Игры XXIX Олимпиады. Групповой этап                    |
| Россия: Сергей Гранкин, Максим Михайлов — 17 (11, 5, 1), Юрий Бережко — 14 (10, 1, 3), Сергей Тетюхин — 5 (4, 1, 0), Александр Волков — 13 (6, 6, 1), Алексей Кулешов — 2 (2, 0, 0), Алексей Вербов (л), Вадим Хамутцких, Семён Полтавский — 12 (11, 0, 1), Алексей Остапенко — 5 (1, 0, 4), Александр Косарев — 7 (4, 1, 2). Германия: Франк Дене — 7 (1, 3, 3), Йохен Шёпс — 19 (15, 0, 4), Маркус Попп — 11 (9, 2, 0), Бьёрн Андрэ — 15 (14, 1, 0), Штефан Хюбнер — 11 (9, 2, 0), Ральф Бергман — 11 (7, 4, 0), Томас Крюгер (л), Кристиан Пампель, Роберт Кромм — 1 (1, 0, 0), Марк Зибек. Очки — 112:110 (атака — 49:56, блок — 14:12, подача — 12:7, ошибки соперника — 37:35). Время матча — 2:13. Дворец спорта Пекинского политехнического университета. 3500 зрителей. Отчёт.                                                                  | |
| № 19 (425) | 14 августа. Пекин. Бразилия — Россия — 1:3 (25:22, 24:26, 29:31, 19:25). Игры XXIX Олимпиады. Групповой этап                           |
| Бразилия: Марселиньо, Андре — 26 (21, 2, 3), Мурило — 11 (8, 3, 0), Данте — 10 (9, 1, 0), Андре Эллер — 10 (5, 4, 1), Густаво — 8 (1, 5, 2), Сержио (л), Бруно, Андерсон — 3 (3, 0, 0), Родриган, Жиба. Россия: Сергей Гранкин — 1 (1, 0, 0), Семён Полтавский — 1 (1, 0, 0), Александр Косарев — 13 (11, 1, 1), Сергей Тетюхин — 3 (3, 0, 0), Александр Волков — 12 (8, 3, 1), Алексей Кулешов — 10 (6, 4, 0), Алексей Вербов (л), Максим Михайлов — 19 (16, 2, 1), Алексей Остапенко, Вадим Хамутцких, Юрий Бережко — 11 (8, 3, 0). Очки — 97:104 (атака — 47:54, блок — 15:13, подача — 6:3, ошибки соперника — 29:34). Время матча — 1:58. Столичный дворец спорта. 12 000 зрителей. Отчёт. | |
| № 20 (426) | 16 августа. Пекин. Россия — Египет — 3:0 (25:19, 25:14, 25:18). Игры XXIX Олимпиады. Групповой этап                                    |
| Россия: Вадим Хамутцких — 4 (2, 1, 1), Семён Полтавский — 11 (8, 2, 1), Александр Корнеев — 10 (7, 2, 1), Юрий Бережко — 12 (9, 0, 3), Алексей Остапенко — 10 (5, 1, 4), Алексей Кулешов — 3 (2, 1, 0), Алексей Вербов (л), Максим Михайлов. Египет: Абдалла Ахмед — 1 (0, 0, 1), Ахмед Салах — 6 (6, 0, 0), Авад Хамди — 5 (5, 0, 0), Салех Фатхи — 2 (2, 0, 0), Хоссамельдин Гомаа — 7 (4, 2, 1), Мохамед Сельф Эльнаср — 1 (1, 0, 0), Ваэль Аль Ауди (л), Ашраф Абуэльхассан — 2 (2, 0, 0), Мохамед Габал — 3 (3, 0, 0), Махмуд Рауф — 6 (5, 1, 0). Очки — 75:51 (атака — 33:28, блок — 7:3, подача — 10:2, ошибки соперника — 25:18). Время матча — 1:03. Дворец спорта Пекинского политехнического университета. 3200 зрителей. Отчёт. | |
| № 21 (427) | 18 августа. Пекин. Польша — Россия — 3:2 (17:25, 26:24, 24:26, 25:23, 15:12). Игры XXIX Олимпиады. Групповой этап                      |
| Польша: Павел Загумный — 1 (0, 1, 0), Мариуш Влязлый — 23 (18, 1, 4), Михал Винярский — 18 (15, 3, 0), Себастьян Свидерский — 1 (1, 0, 0), Даниэль Плиньский, Лукаш Кадзевич — 12 (9, 3, 0), Кшиштоф Игначак (л), Марцин Можджонек — 13 (9, 3, 1), Кшиштоф Герчиньский — 1 (1, 0, 0), Марцин Вика — 12 (10, 2, 0), Пётр Грушка — 1 (1, 0, 0), Павел Войцкий. Россия: Сергей Гранкин — 5 (0, 3, 2), Семён Полтавский — 19 (18, 1, 0), Александр Косарев — 15 (11, 2, 2), Сергей Тетюхин — 14 (13, 1, 0), Александр Волков — 13 (7, 5, 1), Алексей Кулешов — 12 (11, 1, 0), Алексей Вербов (л), Вадим Хамутцких, Максим Михайлов — 2 (2, 0, 0), Юрий Бережко — 5 (5, 0, 0). Очки — 107:110 (атака — 64:67, блок — 13:13, подача — 5:5, ошибки соперника — 25:25). Время матча — 2:05. Столичный дворец спорта. 12 000 зрителей. Отчёт.                     | |
| № 22 (428) | 20 августа. Пекин. Болгария — Россия — 1:3 (25:20, 16:25, 22:25, 21:25). Игры XXIX Олимпиады. 1/4 финала                               |
| Болгария: Андрей Жеков — 4 (1, 3, 0), Владимир Николов — 16 (15, 0, 1), Матей Казийски — 24 (20, 1, 3), Пламен Константинов — 7 (7, 0, 0), Евгений Иванов — 6 (4, 2, 0), Христо Цветанов — 3 (2, 1, 0), Теодор Салпаров (л), Тодор Алексиев, Иван Тасев, Боян Йорданов, Красимир Гайдарски. Россия: Сергей Гранкин — 2 (0, 2, 0), Максим Михайлов — 17 (16, 1, 0), Александр Косарев — 4 (3, 1, 0), Сергей Тетюхин — 13 (12, 1, 0), Александр Волков — 11 (5, 4, 2), Алексей Кулешов — 9 (6, 2, 1), Алексей Вербов (л), Семён Полтавский — 4 (2, 1, 1), Юрий Бережко — 9 (7, 2, 0). Очки — 84:95 (атака — 49:51, блок — 7:14, подача — 4:4, ошибки соперника — 24:26). Время матча — 1:38. Столичный дворец спорта. 11 500 зрителей. Отчёт. | |
| № 23 (429) | 22 августа. Пекин. США — Россия — 3:2 (25:22, 25:21, 25:27, 22:25, 15:13). Игры XXIX Олимпиады. 1/2 финала                             |
| США: Ллой Болл — 5 (4, 1, 0), Клейтон Стэнли — 19 (11, 1, 7), Уильям Придди — 18 (17, 0, 1), Райли Сэлмон — 13 (13, 0, 0), Дэвид Ли — 12 (9, 3, 0), Райан Миллар — 14 (12, 2, 0), Ричард Лэмбурн (л), Томас Хофф, Шон Руни. Россия: Сергей Гранкин — 2 (2, 0, 0), Максим Михайлов — 31 (28, 2, 1), Александр Косарев — 16 (14, 2, 0), Сергей Тетюхин — 8 (7, 0, 1), Александр Волков — 14 (9, 4, 1), Алексей Кулешов — 9 (6, 3, 0), Алексей Вербов (л), Александр Корнеев, Юрий Бережко, Семён Полтавский. Очки — 112:108 (атака — 66:66, блок — 7:11, подача — 8:3, ошибки соперника — 31:28). Время матча — 2:05. Столичный дворец спорта. 12 500 зрителей. Отчёт. | |
| № 24 (430) | 24 августа. Пекин. Россия — Италия — 3:0 (25:22, 25:19, 25:23). Игры XXIX Олимпиады. Матч за 3-е место                                 |
| Россия: Сергей Гранкин — 1 (1, 0, 0), Максим Михайлов — 20 (16, 1, 3), Александр Косарев — 10 (10, 0, 0), Сергей Тетюхин — 6 (6, 0, 0), Александр Волков — 12 (8, 4, 0), Алексей Кулешов — 6 (2, 4, 0), Алексей Вербов (л), Семён Полтавский. Италия: Валерио Вермильо, Алессандро Феи — 15 (14, 1, 0), Маттео Мартино — 10 (9, 0, 1), Христо Златанов — 4 (3, 0, 1), Луиджи Мастранджело — 4 (3, 1, 0), Эмануэле Бирарелли — 4 (2, 2, 0), Мирко Корсано (л), Альберто Чизолла — 4 (4, 0, 0), Марко Меони, Вигор Боволента — 2 (2, 0, 0). Очки — 75:64 (атака — 43:37, блок — 9:4, подача — 3:2, ошибки соперника — 20:21). Время матча — 1:13. Столичный дворец спорта. 11 500 зрителей. Отчёт. | |

## Игроки сборной в 2008 году
| Игрок             | Год рождения | Амплуа       | Клуб                                | Турниры и игры | Турниры и игры | Всего матчей | Очки              |
| Игрок             | Год рождения | Амплуа       | Клуб                                | МЛ             | ОИ             | Всего матчей | Очки              |
| ----------------- | ------------ | ------------ | ----------------------------------- | -------------- | -------------- | ------------ | ----------------- |
| Юрий Бережко      | 1984         | доигровщик   | «Динамо»                            | 15 (8)         | 7 (2)          | 22           | 203 (169, 17, 17) |
| Алексей Вербов    | 1982         | либеро       | «Искра»                             | 12             | 8              | 20           |                   |
| Александр Волков  | 1985         | блокирующий  | «Динамо»                            | 13 (9)         | 7 (7)          | 20           | 181 (109, 58, 14) |
| Сергей Гранкин    | 1985         | связующий    | «Динамо»                            | 16 (11)        | 7 (7)          | 23           | 30 (10, 14, 6)    |
| Андрей Егорчев    | 1978         | блокирующий  | «Динамо»-ТТГ                        | 3 (2)          |                | 3            | 17 (9, 8, 0)      |
| Александр Корнеев | 1980         | доигровщик   | «Динамо», «Зенит»                   | 9 (7)          | 3 (1)          | 12           | 89 (73, 11, 5)    |
| Александр Косарев | 1977         | доигровщик   | «Динамо»-ТТГ, «Локомотив-Белогорье» | 12 (8)         | 7 (6)          | 19           | 166 (129, 22, 15) |
| Дмитрий Красиков  | 1987         | доигровщик   | «Локомотив-Белогорье»               | 3 (—)          |                | 3            | 20 (15, 2, 3)     |
| Павел Круглов     | 1985         | диагональный | «Динамо»                            | 7 (4)          |                | 7            | 40 (38, 2, 0)     |
| Алексей Кулешов   | 1979         | блокирующий  | «Искра»                             | 13 (12)        | 8 (8)          | 21           | 142 (100, 39, 3)  |
| Максим Михайлов   | 1988         | диагональный | «Ярославич»                         | 12 (6)         | 8 (4)          | 20           | 271 (225, 22, 24) |
| Алексей Остапенко | 1986         | блокирующий  | «Динамо»                            | 15 (9)         | 4 (1)          | 19           | 122 (84, 18, 20)  |
| Семён Полтавский  | 1981         | диагональный | «Динамо»                            | 13 (6)         | 8 (4)          | 21           | 180 (162, 11, 7)  |
| Сергей Тетюхин    | 1975         | доигровщик   | «Динамо»-ТТГ, «Локомотив-Белогорье» | 9 (9)          | 7 (7)          | 16           | 141 (122, 11, 8)  |
| Вадим Хамутцких   | 1969         | связующий    | «Факел», «Локомотив-Белогорье»      | 14 (5)         | 4 (1)          | 18           | 18 (9, 6, 3)      |
| Александр Янутов  | 1983         | либеро       | «Газпром-Югра»                      | 4              |                | 4            |                   |